# Bryan Passi
Bryan Passi, né le 5 août 1997 à Marseille,  est un footballeur international congolais. Il évolue au poste de défenseur central à l'Hapoël Tel-Aviv. 
Il est le fils de l'ancien footballeur reconverti entraïneur Franck Passi et neveu de Gérald Passi.

## Biographie

### Montpellier HSC
Il fait ses débuts officiels pour le Montpellier HSC le 21 janvier 2017 lors d'une défaite 2-0 contre le FC Metz comptant pour la 21e journée de Ligue 1, il remplace Jérôme Roussillon à la 46e minute. Il joue un total de trois matchs en Ligue 1 avec Montpellier.

### Havre Athletic Club
Le 31 juillet 2017, lors de la dernière journée du mercato estival, il est prêté avec option d'achat au Havre AC. Toutefois, il ne jouera aucun match en pro avec cette équipe.

### Chamois niortais
Le 1er juillet 2019, il est transféré au Chamois niortais FC.
Il inscrit son premier but en Ligue 2 le 27 janvier 2021, lors de la réception du FC Chambly, permettant à son équipe de réaliser le match nul.
Selection nationale
Lors du match Congo-Sud Soudan (1-2)  à l' occasion des éliminatoires de la CAN 2023 il totalisera sa première sélection après être sorti sur blessure.Le défenseur à même été ovationné.

## Statistiques
| Saison                | Club                  | Championnat           | Championnat | Championnat | Championnat | Coupe nationale | Coupe nationale | Coupe nationale | Coupe de la Ligue | Coupe de la Ligue | Coupe de la Ligue | Compétition(s) continentale(s) | Compétition(s) continentale(s) | Compétition(s) continentale(s) | Compétition(s) continentale(s) | Total | Total | Total |
| Saison                | Club                  | Division              | M.          | B.          | P.d.        | M.              | B.              | P.d.            | M.                | B.                | P.d.              | Comp.                          | M.                             | B.                             | P.d.                           | M.    | B.    | P.d.  |
| 2016-2017             | Montpellier HSC       | Ligue 1               | 3           | 0           | 0           | -               | -               | -               | -                 | -                 | -                 | -                              | -                              | -                              | -                              | 3     | 0     | 0     |
| Sous-total            | Sous-total            | Sous-total            | 3           | 0           | 0           | -               | -               | -               | -                 | -                 | -                 | -                              | -                              | -                              | -                              | 3     | 0     | 0     |
| 2017-2018             | Le Havre AC (prêt)    | Ligue 2               | 0           | 0           | 0           | 0               | 0               | 0               | -                 | -                 | -                 | -                              | -                              | -                              | -                              | 0     | 0     | 0     |
| Sous-total            | Sous-total            | Sous-total            | 0           | 0           | 0           | 0               | 0               | 0               | -                 | -                 | -                 | -                              | -                              | -                              | -                              | 0     | 0     | 0     |
| 2019-2020             | Chamois niortais FC   | Ligue 2               | 12          | 0           | 1           | 2               | 0               | 0               | 3                 | 0                 | 0                 | -                              | -                              | -                              | -                              | 17    | 0     | 1     |
| 2020-2021             | Chamois niortais FC   | Ligue 2               | 29          | 1           | 2           | -               | -               | -               | -                 | -                 | -                 | -                              | -                              | -                              | -                              | 29    | 1     | 2     |
| 2021-2022             | Chamois niortais FC   | Ligue 2               | 28          | 1           | 0           | -               | -               | -               | -                 | -                 | -                 | -                              | -                              | -                              | -                              | 28    | 1     | 0     |
| 2022-2023             | Chamois niortais FC   | Ligue 2               | 19          | 1           | 0           | 3               | 0               | 0               | -                 | -                 | -                 | -                              | -                              | -                              | -                              | 22    | 1     | 0     |
| Sous-total            | Sous-total            | Sous-total            | 88          | 3           | 3           | 5               | 0               | 0               | 3                 | 0                 | 0                 | -                              | -                              | -                              | -                              | 96    | 3     | 3     |
| 2023-2024             | Hapoël Tel-Aviv       | Ligat HaAl            | 18          | 1           | 0           | 1               | 0               | 0               | -                 | -                 | -                 | -                              | -                              | -                              | -                              | 19    | 1     | 0     |
| Total sur la carrière | Total sur la carrière | Total sur la carrière | 109         | 4           | 3           | 6               | 0               | 0               | 3                 | 0                 | 0                 | -                              | -                              | -                              | -                              | 118   | 4     | 3     |